# Eburia charmata
Eburia charmata är en skalbaggsart som beskrevs av Martins 1981. Eburia charmata ingår i släktet Eburia och familjen långhorningar. Inga underarter finns listade i Catalogue of Life.